# Dienerella oeceticola
Dienerella oeceticola is een keversoort uit de familie schimmelkevers (Latridiidae). De naam van de soort werd in 1922 gepubliceerd door Juan Brèthes.